# Helicoverpa pulverosa
Helicoverpa pulverosa là một loài bướm đêm trong họ Noctuidae.